# Argument ad hominem

Un gràfic triangular que representa una "jerarquia de desacord" des de la clara refutació fins a la mera vituperació, basat en l'assaig "How to Disagree" de Paul Graham.

L'argument ad hominem (en llatí argumentum ad hominem, 'argument a l'home') és una fal·làcia lògica que consisteix a replicar a una afirmació o a un argument referint-se a la persona que l'ha formulat en lloc de referir-se al mateix argument o afirmació.
El raonament fal·laç ad hominem es categoritza com a fal·làcia informal, més concretament com a fal·làcia genètica.
Uns quants exemples són: «dius això perquè ets un burgès», «tu no ets dona, per tant, no pots opinar sobre el feminisme», «molt comunista però tens un iPhone» o «¿tu què en saps de l'URSS si ets molt jove i no hi vas viure?»